# Rückert-Gymnasium
Das Rückert-Gymnasium, bis 2012: Rückert-Oberschule (Gymnasium), ist ein Gymnasium im Berliner Ortsteil Schöneberg im Bezirk Tempelhof-Schöneberg in Nähe des Innsbrucker Platzes. Das Schulgebäude grenzt an der Mettestraße an das ehemalige RIAS-Funkhaus.

## Profil der Schule

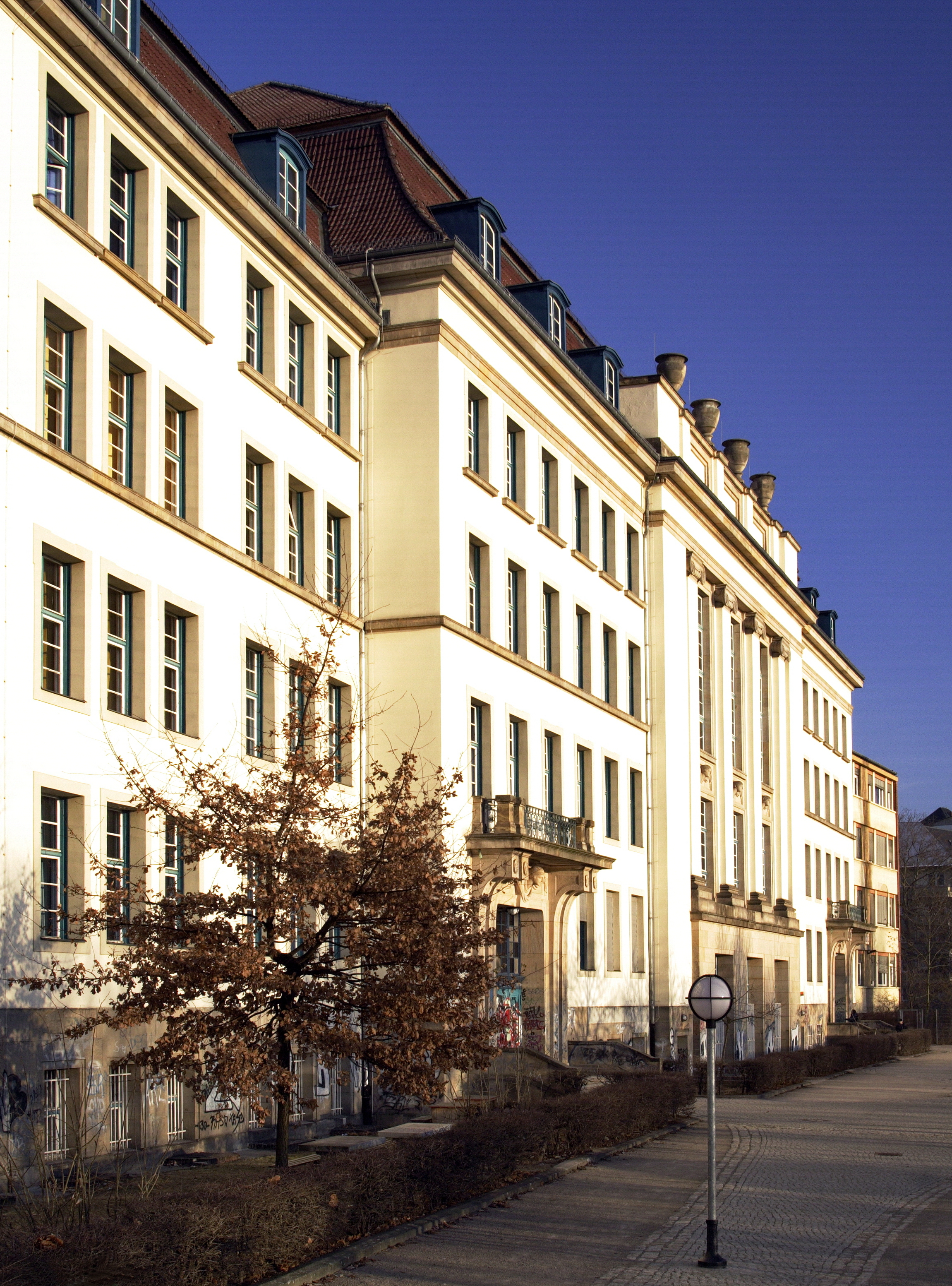
Schulansicht (2006)

Die Schule, benannt nach dem deutschen Dichter, Sprachgelehrten und Übersetzer, Friedrich Rückert, ist eine AbiBac-Schule mit einem bilingualen deutsch-französischen Bildungsgang ab Klasse 5. Der Bildungsgang bietet die Möglichkeit, die Schule mit der Doppelqualifikation deutsches Abitur und französisches Baccalauréat (AbiBac) abzuschließen. Das Rückert-Gymnasium ist eine vom Institut français gewählte Partnerschule und Prüfungsstelle für die international anerkannte französische Sprachprüfung DELF scolaire. Seit 2020 gibt es eine Kooperation mit DELE (Diplom für Spanisch als Fremdsprache für Schülerinnen und Schüler).
Das Rückert-Gymnasium ist außerdem MINT-zertifiziert mit einer besonderen Betonung der Fächer Mathematik, Informatik, Naturwissenschaften und Technik. Im November 2019 erhielt die Schule zusätzlich die Auszeichnung Digitale Schule. Seit dem Schuljahr 2013/14 gibt es eine Tablet-Klasse.
Als erste Fremdsprache ab Klasse 7 gibt es Englisch oder Französisch. In den Abibac-Klassen wird ab Klasse 5 Französisch als erste und Englisch als zweite Fremdsprache unterrichtet. Das Erlernen der dritten Fremdsprache Spanisch ist freiwillig.
Seit 1993 unterstützt der gemeinnützige Förderverein Freunde des Rückert-Gymnasiums e. V. die Schule finanziell.

## Geschichte
Mit der ständig anwachsenden Bevölkerung der damals selbständigen Stadt Schöneberg zu Beginn des 20. Jahrhunderts wuchs der Bedarf an Schulen. Dadurch, und begünstigt durch die preußische Mädchenschulreform von 1908, beschloss die Stadtverordnetenversammlung am 14. Dezember 1908 die Errichtung einer 4. Höheren Mädchenschule (Lyzeum). Nachdem alle städtischen Körperschaften zugestimmt hatten, wurde die 4. Höhere Mädchenschule, die ab 1911 den Namen Rückert-Schule erhielt, am 1. April 1909 aus der Taufe gehoben. Sie wurde vorerst im Schulgebäude der 13. Gemeindeschule in der Hohenstaufenstraße 49 untergebracht, später in einem Schulgebäude am Wartburgplatz. Im Juni 1912 genehmigte die Stadtverordnetenversammlung den Neubau der 4. Höheren Mädchenschule. Im August wurde vom städtischen Vermessungsamt ein Lageplan des an der Sternbergstraße (heute Mettestraße), Raetherstraße (heutiger Schulhof) und Erfurter Straße gelegenen 8690 m² großen Geländes vorgelegt.
Nachdem im Oktober die statischen Berechnungen durch das Ingenieurbüro Heinrich Barth vorgelegt und im Januar 1913 die polizeiliche Genehmigung zur Errichtung der Schule erteilt worden waren, begann der eigentliche Bau im März 1913. Die architektonischen Entwürfe stammten von den Architekten Sasse, Riedel und Hernday, die unter der Leitung des Stadtbaurates Paul Egeling arbeiteten. In der Raumverteilung waren beispielsweise Hörsäle für Naturwissenschaften sowie Bäder und ein Speisesaal vorgesehen. Das Schulgebäude hatte lichtdurchflutete Treppenhäuser, eine große Aula und zwei Turnhallen. Es ist eine viergeschossige Zweiflügelanlage mit Fassaden in maßvoller horizontaler Gliederung durch Gesimse und gereihte oder rhythmisch versetzt angeordnete Fenster. Der risalitartige Mittelteil der Hauptfassade wird durch eine Pilaster-Kolossalordnung und einen Attikaaufbau mit Vasen betont. Das Gebäude hat ein hohes, haubenartiges Mansarddach.

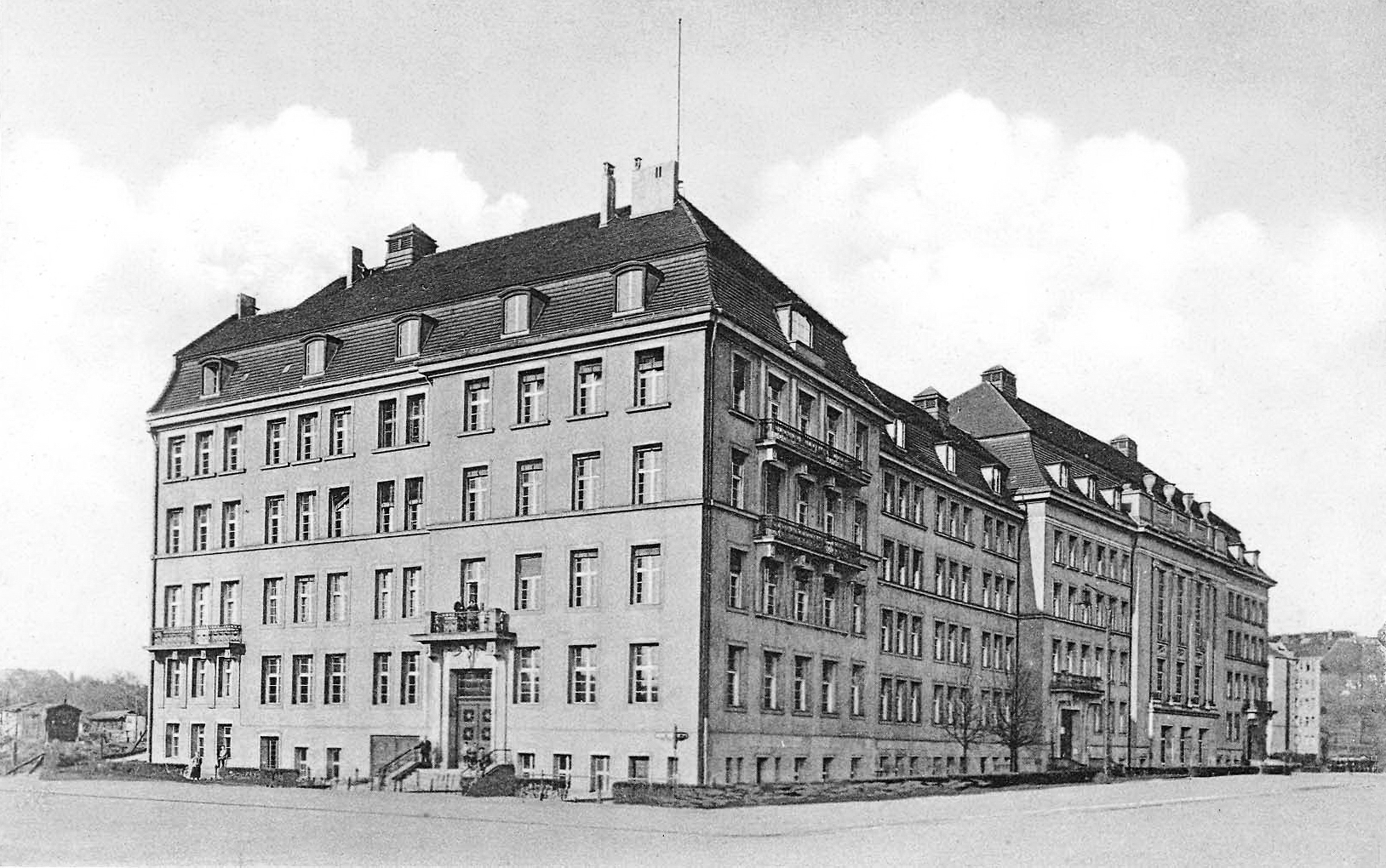
Rückert-Schule (1920)

Am 11. April 1914 war der Neubau beendet und mit dem Beginn des neuen Schuljahres am 15. April 1914 zog die Rückert-Schule in ihr neu errichtetes Domizil an der Raetherstraße 1–3 um. Das imposante neue Gebäude mit seinen schlichten klassischen Formen fügte sich würdig in die Bauten am Schöneberger Stadtpark ein. Die Schuleinweihungsfeier fand am 27. Juni statt. Wenige Wochen später begann der Erste Weltkrieg.
Die zwanziger Jahre waren eine Zeit der Superlative in der Schulgeschichte. 1920 drängten sich 552 Schülerinnen in 19 Klassen. Das Schuljahr 1920/21 wartete so mit der größten Anzahl von Schülerinnen und Klassen in der Geschichte der Schule bis 1945 auf. Der Schulbesuch war nicht kostenlos. Die Eltern mussten für ihre Töchter Anfang der 1930er Jahre bis zu 240 Mark Schulgeld bezahlen.
Mit Beginn der dreißiger Jahre wurde für die Rückert-Schule ein lang erstrebtes Ziel erreicht: der Ausbau des Lyzeums zu einer Vollanstalt (Oberlyzeum). Im März 1931 konnten die Mädchen der neu eingerichteten Oberstufe die erste Reifeprüfung ablegen, die alle 20 Prüflinge bestanden. Damit war immer mehr Mädchen der Zugang zu einer höheren Schulbildung eröffnet.
1921 wurde der Ruderverein der Schule gegründet und zwischen 1937 und 1942 konnten die Rückertschülerinnen große Erfolge im Stilrudern (Doppelvierer mit Steuerfrau) einfahren, indem sie dreimal Deutscher Meister wurden und dreimal den zweiten Platz belegten.
Die Machtübernahme der Nationalsozialisten im Januar 1933 bedeutete für die Rückert-Schule einen gravierenden Einschnitt. Anfang 1934 wurde das Führerprinzip für alle deutschen Schulen per Ministerialerlass verordnet. Die Direktoren waren ihrer vorgesetzten Behörde für den nationalsozialistischen Geist und die Leistungen ihrer Schüler verantwortlich. Auch der Lehrstoff wurde gemäß der nationalsozialistischen Ideologie ausgerichtet. Einige politisch missliebige sowie nicht-arische Lehrer mussten die Schule verlassen – als erste schon am 1. April 1933 die langjährige jüdische Religionslehrerin Johanna Simon. Grundlage für diese Maßnahme war das Gesetz zur Wiederherstellung des Berufsbeamtentums (April 1933). Von den insgesamt 36 Lehrkräften der Rückert-Schule waren 1935 elf im Nationalsozialistischen Lehrerbund organisiert. Zwei Drittel der Kollegiumsmitglieder ließen sich also nicht eindeutig von den Nationalsozialisten instrumentalisieren. Von einer Lehrerin, Elisabeth Abegg, ist bekannt, dass sie taktisch klug und erfolgreich Widerstand gegen den Unrechtsstaat leistete. Sie wurde von einzelnen Schülerinnen und deren Eltern denunziert und daraufhin 1941 zwangspensioniert und aus dem Schuldienst entlassen.
Die Hauptbetroffenen der nationalsozialistischen Gewaltherrschaft waren die Schülerinnen. Die Rückert-Schule befand sich im Einzugsgebiet des Bayerischen Viertels, auch Jüdische Schweiz genannt, eines Wohnviertels rund um den Bayerischen Platz, in dem der Anteil jüdischer Mitbürger besonders hoch lag. Seit jeher waren die jüdischen Schülerinnen mit durchschnittlich 25 und zum Teil noch mehr Prozent nach den evangelischen Schülerinnen die zweitgrößte Glaubensgemeinschaft bei nur wenigen katholischen Schülerinnen. Auf die jüdischen Schülerinnen wurde Druck ausgeübt die Schule zu verlassen. Im Bericht über das Schuljahr 1935/36 schreibt Direktor Kölle lapidar: „Mit Ablauf des Schuljahres (im März 1936) scheiden die meisten jüdischen Schülerinnen aus; von rund 120 bleiben nur noch 8 in der Schule.“ Von einigen ist bekannt, dass sie Deutschland rechtzeitig verlassen konnten und so die NS-Zeit überlebt haben. Das Schicksal der meisten jüdischen Schülerinnen bleibt jedoch im Ungewissen.
Als sich im März 1943 die Luftangriffe auf Berlin verstärkten und die Schule bei einer Bombardierung beschädigt wurde, sollte sie wie die meisten anderen Schulen im Rahmen der Kinderlandverschickung evakuiert werden. Am 1. August 1943 begann für ein Drittel der Schülerinnen – teilweise in Begleitung ihrer Mütter – eine Odyssee in Richtung Osten.
Die Schule wurde nach Ortelsburg in Ostpreußen verlegt und befand sich bei Kriegsende nach einer langen Irrfahrt in einem kleinen Ort in Böhmen.
Am 1. Juni 1945 begann in der Rückert-Schule – nachdem die meisten Schülerinnen zurückgekehrt waren – wieder der eigentliche, zunächst noch provisorische Unterricht. Ab 1950 normalisierte sich der Schulbetrieb.
Zwei einschneidende Veränderungen in der Struktur des Rückert-Gymnasiums gab es in den folgenden Jahren. Die Koedukation wurde bald nach dem Zweiten Weltkrieg eingeführt. Der Abiturjahrgang 1956 war der letzte, der nur aus Mädchen bestand. Heute wird das Rückert-Gymnasium selbstverständlich von Jungen und Mädchen besucht.
1995 nahm das Rückert-Gymnasium als erste Schule in Berlin und als vierte Schule bundesweit am AbiBac-Programm teil, d. h. die Schüler können den Doppelabschluss des deutschen Abiturs und des französischen Baccalauréats erwerben, mit dem sie in Deutschland und im frankophonen Sprachraum studieren können.
Ein Teil des Gebäudes an der Erfurter Straße beherbergt die Sternberg-Grundschule.

## Partnerschaften
Internationale Austauschprogramme unterhält das Rückert-Gymnasium mit Schulen in
- Lyon
- Enghien-les-Bains
- Boston
- Tainan
- La Réunion

Zudem findet ein individueller Austausch mit der Schweiz statt. Über das Sauzay- oder Voltaire-Programm des Deutsch-französischen Jugendwerks (DFJW) lassen sich die Kenntnisse über das Partnerland Frankreich noch weiter vertiefen.
Das Rückert-Gymnasium kooperiert mit der Ausstellungsinstallation Wir waren Nachbarn im Rathaus Berlin-Schöneberg.

## Bekannte Schüler
- Michael von Au (* 1964), Schauspieler
- Hugo Egon Balder (* 1950), Fernsehmoderator, Musiker, Schauspieler, Kabarettist
- Ben Becker (* 1964), Schauspieler, Sänger
- Sophie Burcu Dal (* 1981), Schauspielerin
- Tim Bülow (* 1998), Schauspieler
- Ella Cosack (* 1997), Weltmeisterin 2015 im Juniorinnen-Achter
- Christine Fehér (* 1965), Kinder- und Jugendbuchautorin
- Ruth Franck, Deutsche Meisterin im Rudern (1932)
- Nina Franoszek (* 1963), Schauspielerin
- Gisèle Freund (1908–2000), deutsch-französische Fotografin
- Ansgar Jüngel (* 1966), Mathematiker
- Katrine Harries (1914–1978), Grafikerin und Illustratorin, die 1939 nach Südafrika emigrierte
- Lieselott Herforth (1916–2010), Physikerin und Politikerin, Abitur 1936
- Elisa Hoven (* 1982), Professorin für Strafrecht und Richterin am Sächsischen Verfassungsgerichtshof
- Anna Kubin (* 1976), Schauspielerin
- Christoph Marcinkowski (* 1964), Islamwissenschaftler
- Rahel Renate Mann (1937–2022), Psychotherapeutin, Lyrikerin und Überlebende des Holocaust
- Amina Merai (* 1995), Schauspielerin
- Andreas Nachama (* 1951), Historiker, Publizist, Rabbiner
- Maike Nollen (* 1977), Olympiasiegerin 2004 im Vierer-Kajak
- Rudolf Piernay (* 1943), Gesangs- und Hochschullehrer
- Oona Plany (* 1984), deutsch-französische Show- und Profitänzerin, Schauspielerin
- Géraldine Raths (* 1990), Schauspielerin
- Angelika Schöttler (* 1963), SPD-Politikerin, Bezirksbürgermeisterin von Tempelhof-Schöneberg
- Lena Urzendowsky (* 2000), Schauspielerin
- Dana Vowinckel (* 1996), Schriftstellerin
- Michael Wildenhain (* 1958), Schriftsteller

## Bekannte Lehrer
- Elisabeth Abegg (1882–1974), Pädagogin, Widerstandskämpferin gegen den Nationalsozialismus
- Willi Bönecke (1914–1998), Pädagoge, Deutscher Meister im 200-Meter-Lauf (1940), Deutscher Meister in der 4-mal-100-Meter-Staffel (1941)
- Tilmann Lehnert (1941–2020), Pädagoge, Schriftsteller, Musiker
- Harald Lieb (1934–2015), Pädagoge, siebenfacher Berliner Schachmeister zwischen 1963 und 1981
- Georg Netzband (1900–1984), Maler, Kunstpädagoge

## Schulleiter
- 1909–1921: Johannes Teufer
- 1921–1945: Conrad Kölle
- 1945–1951: Fritz Hühne
- 1951–1954: Maria Efken
- 1955–1958: Paula de Weldige
- 1958–1968: Anni Dienwiebel
- 1968–1969: Hans Tepper
- 1969–1979: Willi Bönecke
- 1980–1994: Erich Rinnert
- 1997–2003: Klaus-Dietrich Fiuczynski
- Seit 2003: Jörg Balke